# Суперкубок Ізраїлю з футболу 1988
Суперкубок Ізраїлю з футболу 1988 — 17-й розіграш турніру (22-й, включаючи неофіційні розіграші). Матч відбувся 5 вересня 1988 року між чемпіоном Ізраїлю клубом Хапоель (Тель-Авів) та володарем кубка Ізраїлю клубом Маккабі (Тель-Авів).
| Володар Суперкубка Ізраїлю 1988  |
| -------------------------------- |
|                                  |
| Маккабі (Тель-Авів) П'ятий титул |

## Матч

### Деталі
| 5 вересня 1988 |

| Хапоель (Тель-Авів) | 0:3 | Маккабі (Тель-Авів)          |
| ------------------- | --- | ---------------------------- |
|                     |     | Коен 43' Натан 45' Табак 47' |

| Блумфілд, Тель-Авів |